# Испанка (фильм)
«Испа́нка» (фр. L'Auberge espagnole, букв. Испанский постоялый двор) — фильм 2002 года режиссёра Седрика Клапиша.

## Сюжет
Французский студент Ксавье (Ромен Дюрис) задумывается о своей будущей профессии, и его отец отправляет его к своему другу, который готов устроить Ксавье к себе на работу, если тот получит диплом по испанской экономике, так как эта тема считается очень актуальной. Для этого ему предлагается отправиться в Испанию изучать экономику этой страны, и Ксавье едет в Барселону по программе обмена студентов «Эразмус», оставляя одну свою девушку (Одри Тоту).
В самолёте он знакомится с французским врачом-неврологом и его женой Анн-Софи (Жюдит Годреш), с которыми он живёт до тех пор, пока не находит квартиру, которую снимает компания студентов из разных стран. Весь фильм посвящён взаимоотношениям между этими персонажами.

## В ролях
- Ромен Дюрис —  Ксавье
- Барнаби Мечурат — Тобиас
- Жюдит Годреш — Анна-София
- Сесиль де Франс — Изабель
- Келли Райлли — Венди
- Одри Тоту — Мартина
- Кевин Бишоп — Уильям
- Иддо Голдберг — Алистар
- Ирене Монтала — Нис

## Идея фильма
Просматривается несколько идей: показать терзания молодых людей в возрасте до 30 лет относительно выбора жизненного пути, а также взаимоотношения различных наций в рамках Европейского союза.
Сиквел — фильм 2005 года «Красотки». В 2013 году вышел третий фильм серии, «Китайская головоломка».